# 朱蓓薇
朱蓓薇（1957年3月23日—），女，陕西咸阳人，中国食品工程专家，大连工业大学食品学院院长、博士生导师，主要从事农、水产品精深加工基础理论和应用研究。

## 简历
1982年取得大连轻工业学院（今大连工业大学）制糖工程专业工学学士学位，1982年留校至今从事教学科研工作。2004年获日本冈山大学农学博士学位。2013年当选中国工程院院士。

## 头衔
- 中国食品科学技术学会常务理事
- 国家海洋食品工程技术研究中心主任
- 国家高技术研究发展计划（863计划）海洋技术领域主题专家
- 海洋食品教育部工程研究中心主任
- 农业部“农产品加工技术研发贝类加工专业分中心”主任
- 辽宁省食品科学技术学会理事长

## 荣誉
主持完成国家、省、市攻关课题30多项，获17项各种科研成果奖励。获得40多项国际国内授权发明专利；出版8部学术著作；发表160多篇学术论文。获1项国家技术发明奖二等奖、1项国家科技进步奖二等奖、何梁何利基金“科学与技术创新奖”，以及大连市科学技术功勋奖。